# Corduente
Corduente bezeichnet einen Ort und eine Gemeinde (municipio) mit 290 Einwohnern (Stand: 2024) im Nordosten der Provinz Guadalajara in der Autonomen Gemeinschaft Kastilien-La Mancha in Zentralspanien. Zur Gemeinde gehören neben dem Hauptort Corduente die Ortschaften Aragoncillo, Canales de Molina, Cañizares, Castellote, Cuevas Labradas, Cuevas Minadas, Lebrancón, Santiuste, Teroleja, Terraza, Torete, Torrecilla del Pinar, Valsalobre und Ventosa.

## Lage
Corduente liegt im Iberischen Gebirge im Osten der Provinz Guadalajara in einer Höhe von 1050 m. Die Entfernung zur westsüdwestlich gelegenen Provinzhauptstadt Guadalajara beträgt ca. 110 Kilometer (Fahrtstrecke).

## Bevölkerungsentwicklung
| Jahr      | 1960 | 1970 | 1981 | 1991 | 2001 | 2011 | 2021 |
| Einwohner | 492  | 606  | 710  | 500  | 457  | 403  | 343  |

## Sehenswürdigkeiten
- Burganlage von Santiuste
- Marienheiligtum
- Marienkapelle

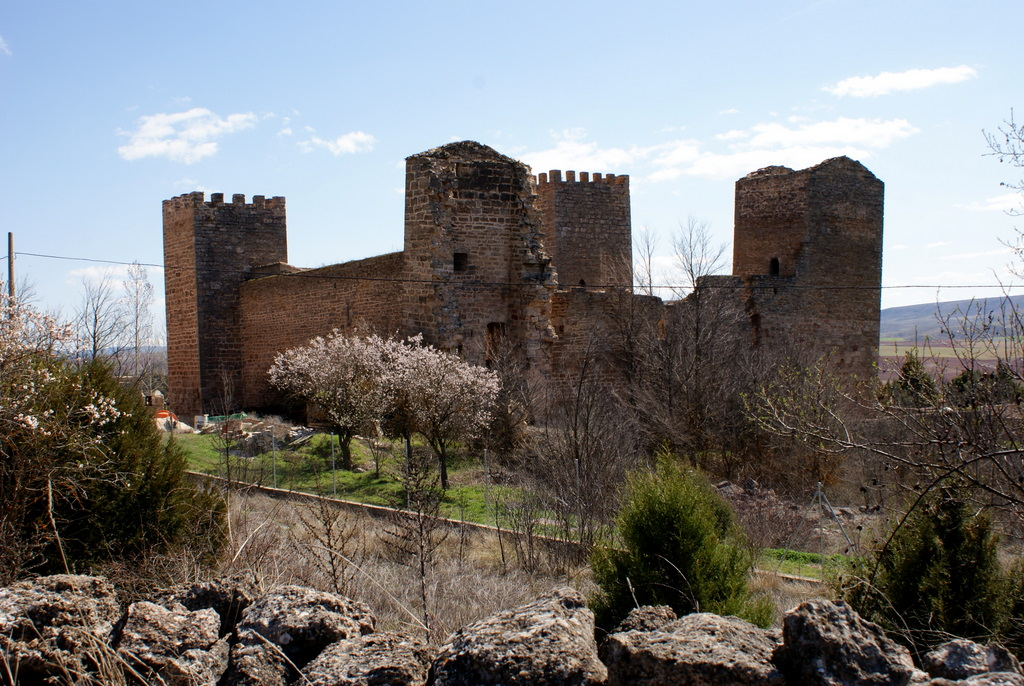
Burganlage
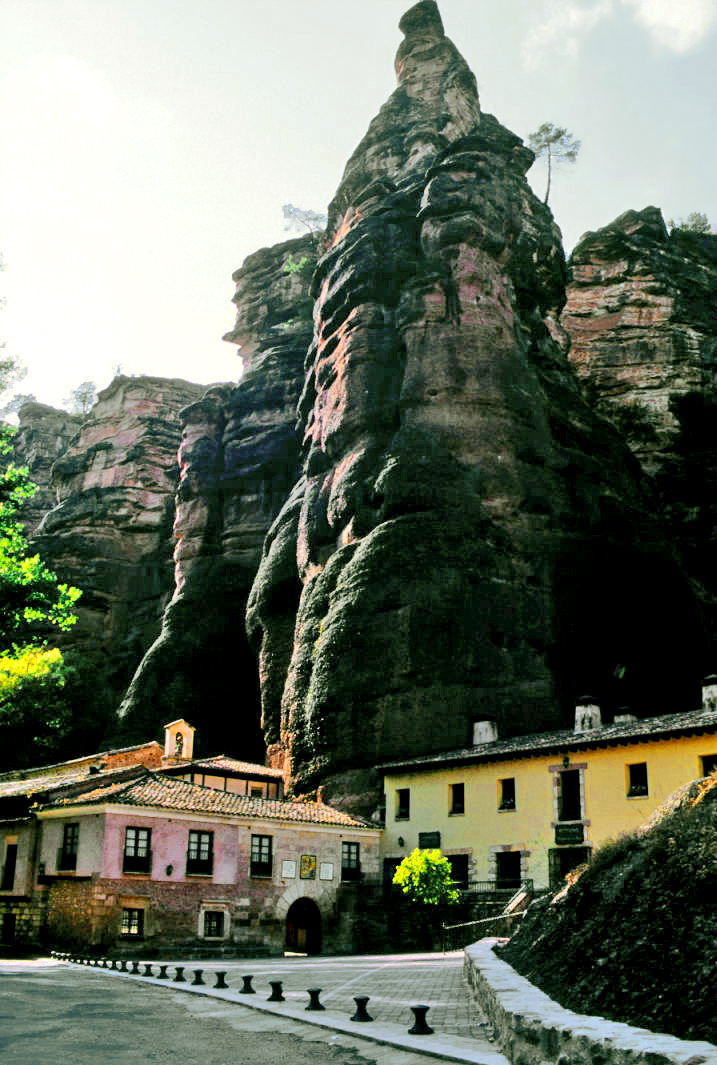
Marienheiligtum